# スヴェトロゴルスク
スヴェトロゴルスク（ロシア語:  Светлого́рск, ラテン文字転写: Svetlogorsk）は、ロシア西部飛び地のカリーニングラード州にあるバルト海の海辺の都市。1945年以前は東プロイセンに属し、ドイツ語でラウシェン（Rauschen, リトアニア語: Raušiai, ポーランド語: Ruszowice）といった。バルト海に突き出したサンビア半島の北岸にあり、海水浴のリゾート地として知られる。
人口は2006年で10,918人ほど。2002年国勢調査で10,950人。

## 歴史
スヴェトロゴルスク付近は、歴史的には東プロイセンのサンビア地方に属している。現在のスヴェトロゴルスクの位置にあった「Ruse-moter」という漁師町のことが1258年の記録に初出している。ドイツ騎士団がプルーセン人を征服すると、地名はドイツ語風になまって「Rause-moter」「Raushe-moter」となり、最後にはラウシェン（Rauschen）になった。

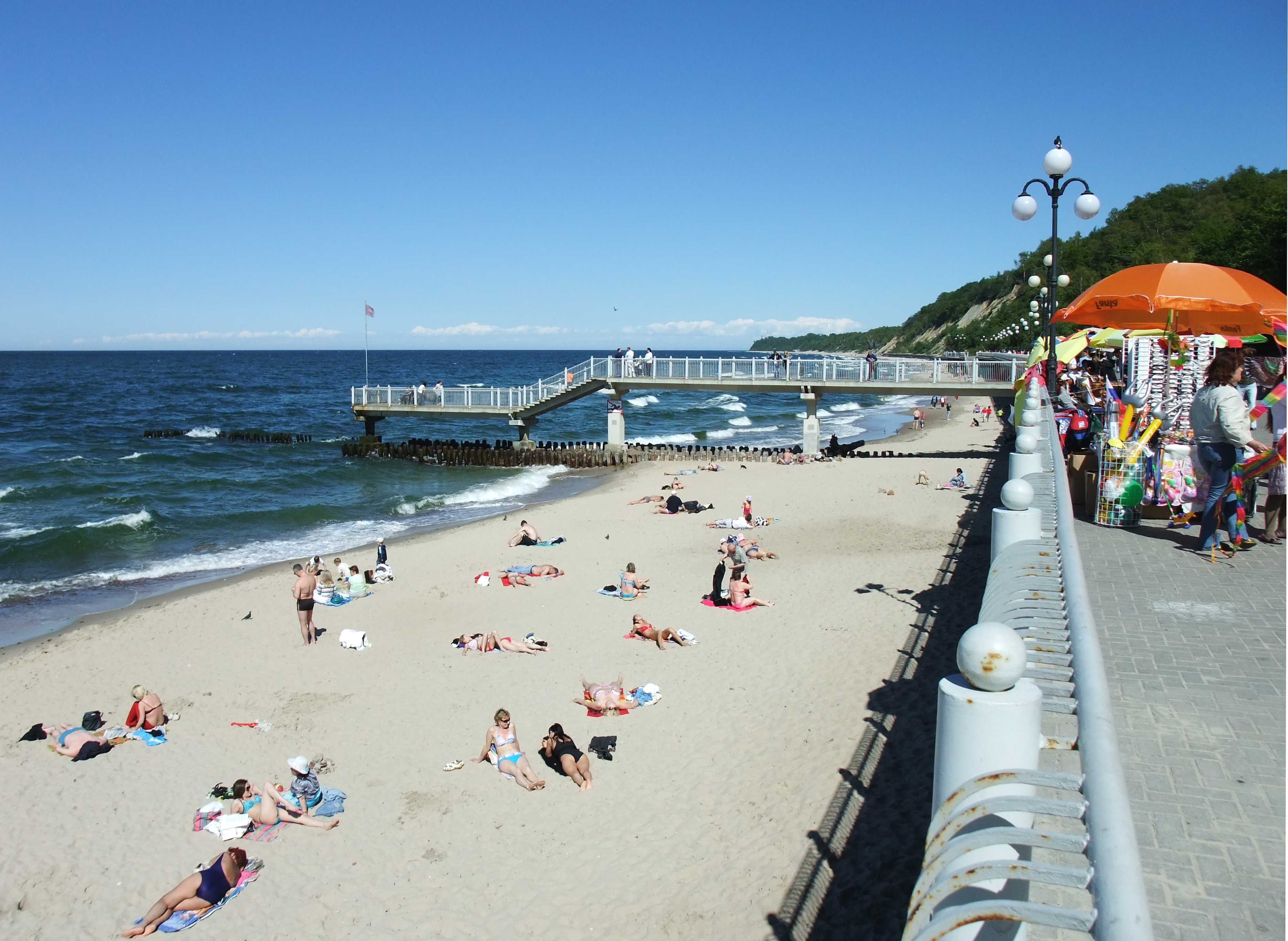
スヴェトロゴルスクの砂浜

19世紀前半、漁村だったこの地は都市住民の休暇の行き先として人気を博し始める。1820年6月24日、ラウシェンは公式にスパの町と認定され、温泉療養地となった。プロイセン王フリードリヒ・ヴィルヘルム4世は1840年にこの地を訪れ、海沿いの美化を命じた。ケーニヒスベルクからの鉄道（ザムラント鉄道）が1900年に繋がり、ラウシェンはますます繁栄した。第一次世界大戦前には駅から浜辺へ降りるケーブルカーなどもできた。作曲家オットー・ニコライ、作家トーマス・マンらもこの地を訪れている。
独ソ戦末期の1945年、東プロイセン攻勢でソビエト赤軍がラウシェンを制圧した。戦闘では大きく破壊されず19世紀末以来の歴史的建築が今も残っている。戦後はソ連の一部となり1946年にはスヴェトロゴルスク（明るい山）と改名された。ソ連時代はカリーニングラード州全体が閉鎖都市となったため外国人観光客は来なくなったものの、カリーニングラード州民の休暇の行き先として栄えていた。今日でも砂浜やスパリゾートやクラブなどが多くの客をひきつけている。

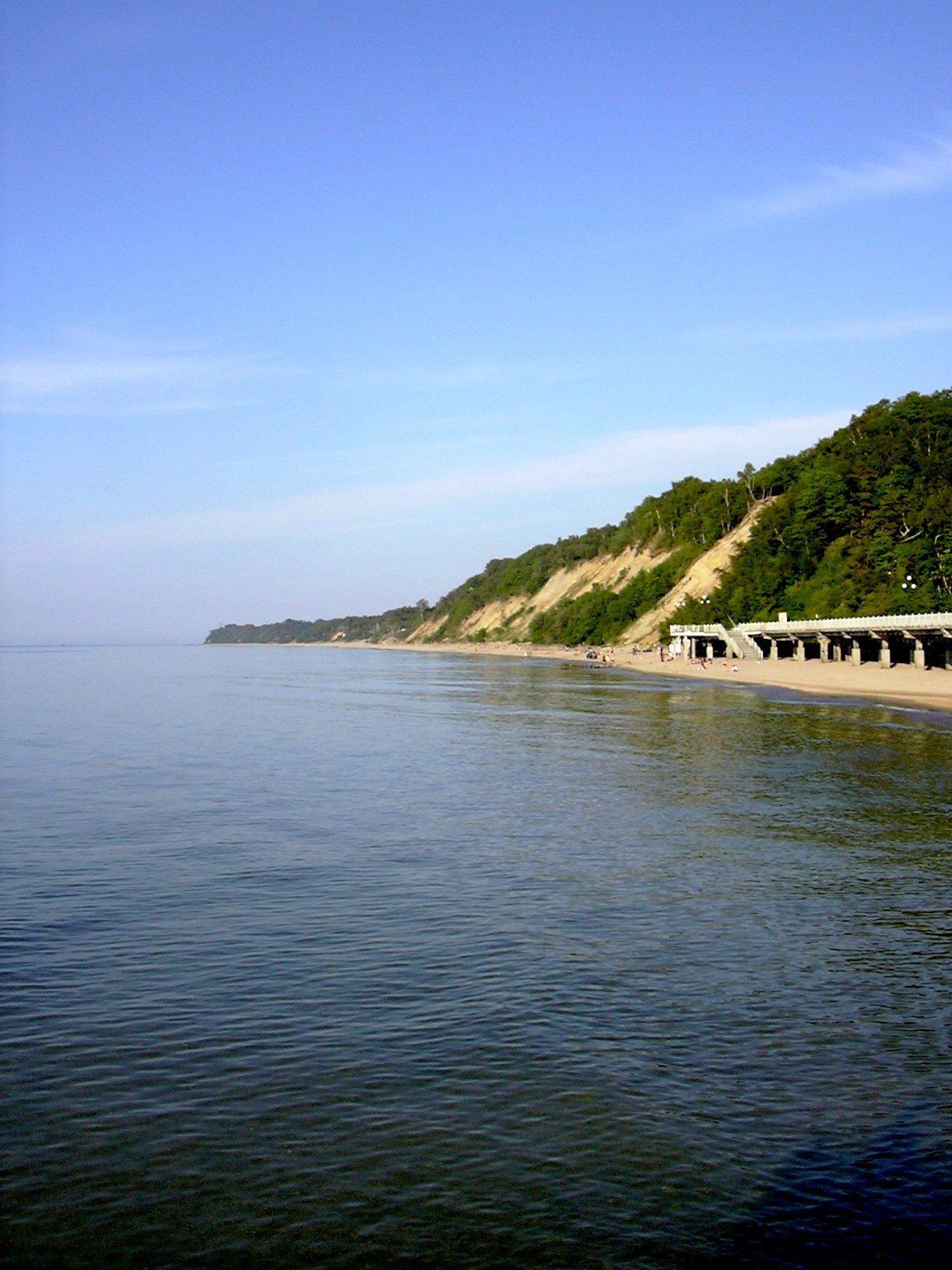
スヴェトロゴルスクの海岸
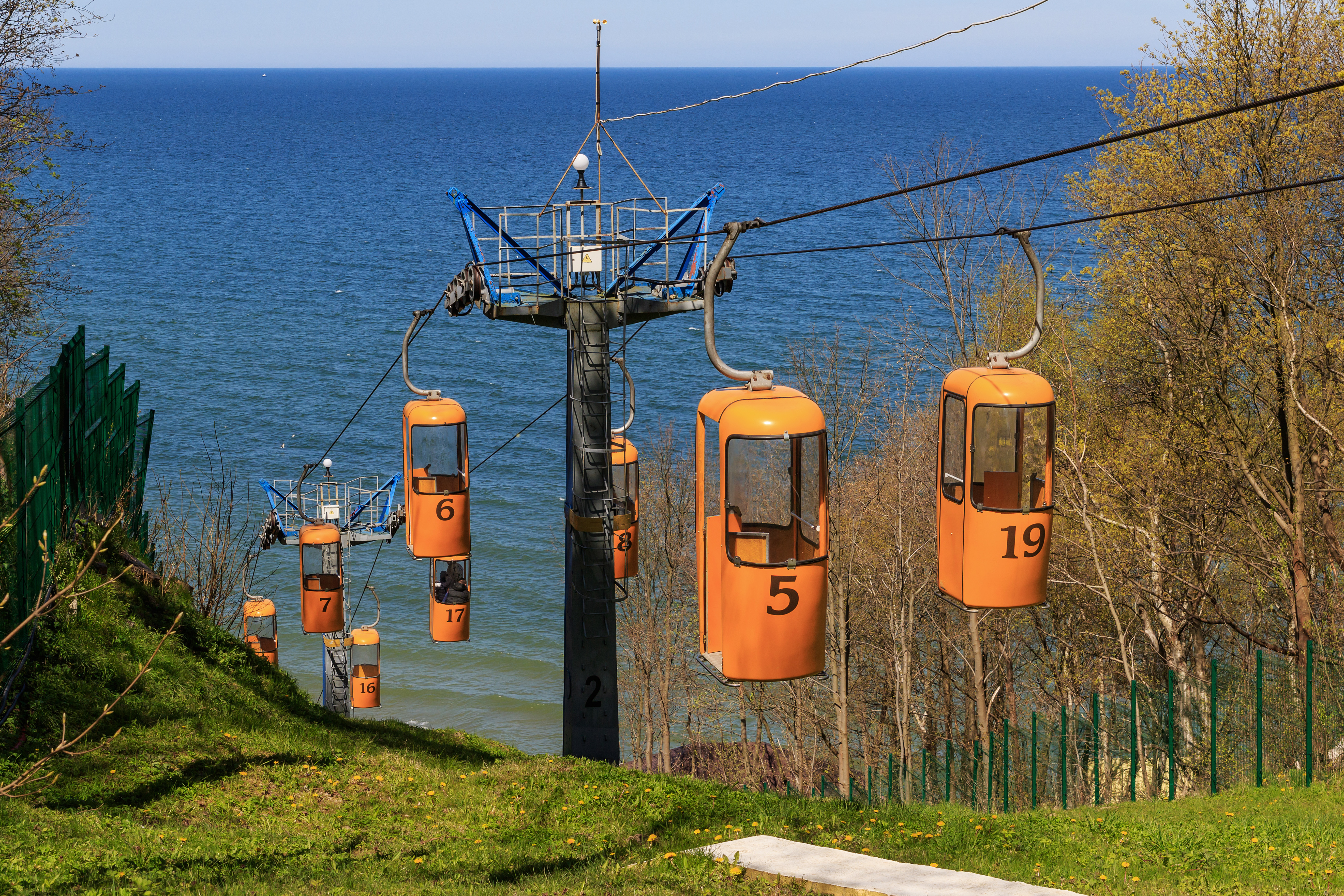
スヴェトロゴルスクの浜辺へ続くケーブルリフト

## 交通
スヴェトロゴルスクへは、カリーニングラード（旧ケーニヒスベルク）、ゼレノグラーツク（旧クランツ）、ピオネールスキー（旧ノイクーレン）からエレクトリーチカ（近郊電車、3000V DC）が通っており、スヴェトロゴルスクI駅とスヴェトロゴルスクII駅（終点）の2つの駅がある。またカリーニングラードとの間には多くの私営バスが走る。